# Schwanengesang
Schwanengesang (El cant del cigne) és el títol d'una col·lecció pòstuma de lieder, composta per Franz Schubert mesos abans de morir.
A diferència dels altres dos cicles, La bella molinera i Viatge d'hivern, usa poemes de dos autors diferents, Ludwig Rellstab i Heinrich Heine. És una agrupació arbitrària de les seves darreres cançons però, malgrat tot, internament, manté una certa unitat temàtica.
El cant del cigne té el número D 957 al Catàleg Deutsch; originalment, es va publicar l'abril de 1829 sense un número d'opus. El títol de la col·lecció el va posar el seu primer editor, probablement per presentar-la com el testament musical de Schubert, ja que es parla del cant del cigne en la darrera obra d'algú; v.gr., el cant del cigne de Mozart és el seu Rèquiem, i el de Beethoven, la seva Novena simfonia.

## Contingut
Les cançons del cant del cigne, en l'ordre original del compositor, són:
| Interpretació de Bryn Terfel            | Interpretació de Bryn Terfel |
| --------------------------------------- | ---------------------------- |
| [[:Image:\|1. "Liebesbotschaft" (30s)]] |                              |
| [[Fitxer:\|180px\|noicon]]              |                              |
|                                         |                              |
|                                         |                              |

| 4. "Ständchen" ("Serenata")                                                                                                |
| |
| Cantada en italià per Beniamino Gigli acompanyat per membres de l'orquestra de La Scala, dirigits per Carlo Sabajno (1933) |
| |

| Interpretació de Bryn Terfel       | Interpretació de Bryn Terfel |
| ---------------------------------- | ---------------------------- |
| [[:Image:\|5. "Aufenthalt" (30s)]] |                              |
| [[Fitxer:\|180px\|noicon]]         |                              |
|                                    |                              |
|                                    |                              |

- De Ludwig Rellstab:
  - Liebesbotschaft ("Missatge d'amor"; el cantant convida al corrent d'aigua perquè porti un missatge a la seva estimada; la música flueix com l'aigua en el rierol).
  - Kriegers Ahnung ("Pressentiment del guerrer"; un soldat acampat amb els seus camarades canta per explicar quant enyora a la seva estimada).
  - Frühlingssehnsucht ("Nostàlgia de la primavera": el cantant està envoltat per una bellesa natural, però se sent malenconiós i insatisfet fins que la seva estimada pugui "alliberar en el meu pit la primavera").
  - Ständchen ("Serenata": una serenata, és una de les peces més atractives del cicle, sensual i lírica).
  - Aufenthalt ("Estada": el cantant està consumit per l'angoixa, per raons que no s'expliquen, i explica els seus sentiments al riu, al bosc i a les muntanyes que l'envolten; cançó d'un to impetuós)
  - In der Ferne ("En la distància": el cantant ha deixat la seva llar, amb el cor trencat, i es lamenta que no té amics ni casa; pregunta al vent i als rajos de sol per la persona qui li va trencar el cor; un cant fosc i suau, pensat "per al murmuri de la brisa i el rínxol de les ones", D. Fischer-Dieskau).
  - Abschied ("Comiat": el cantant s'acomiada alegre i determinat, d'una ciutat en la qual ha estat feliç però que ha de deixar; poema de comiat, alegre i cortès).

| "Der Atlas"                                             | "Der Atlas" |
| ------------------------------------------------------- | ----------- |
| [[:Image:\|8. "Der Atlas" (30s)]]                       |             |
| [[Fitxer:\|180px\|noicon]]                              |             |
| Interpretació de Bryn Terfel                            |             |
|                                                         |             |
| 8. "Der Atlas" (choir)                                  |             |
|                                                         |             |
| Interpretació del Kammerchor Nikolasseee, Berlin (2:10) |             |
|                                                         |             |

| Interpretació de Bryn Terfel     | Interpretació de Bryn Terfel |
| -------------------------------- | ---------------------------- |
| [[:Image:\|9. "Ihr Bild" (30s)]] |                              |
| [[Fitxer:\|180px\|noicon]]       |                              |
|                                  |                              |
|                                  |                              |

| 13. "Der Doppelgänger"                                                                         |
|                                                                                                |
| Text en ucraïnès per M. Rylski. Interpretació de Mark Serdyuk (veu) i Grigory Hansburg (piano) |
|                                                                                                |

- De Heinrich Heine, que acabava de publicar el seu Llibre de les cançons, les següents peces:
  - Der Atlas ("Atlas": el cantant, que ha desitjat la felicitat eterna o la desgràcia eterna, obté la segona, i es lamenta del pes del dolor que suporta, tan feixuc com el món; és un lied tràgic i grandiós).
  - Ihr Bild ("La seva imatge": el cantant explica a la seva estimada com va somiar que un retrat d'ella li va provocà un somriure i una llàgrima; però ell sap que l'ha perdut de totes maneres).
  - Das Fischermädchen ("La donzella pescadora": el cantant tracta de seduir a una pescadora, establint paral·lelismes entre el seu cor i el mar).
  - Die Stadt ("La ciutat": el cantant està remant en una barca cap a la ciutat on va perdre la seva estimada; apareix entre la boira; és una obra mestra indiscutible, d'una malenconia inigualable).
  - Am Meer ("Al costat del mar": el cantant narra com quan, en silenci, es va trobar al costat del mar amb la seva estimada i ella va plorar; des de llavors, a ell el consumeix l'enyorança, perquè ella l'ha enverinat amb les seves llàgrimes; és un dels seus lieder més populars, gràcies a una línia melòdica molt pura).
  - Der Doppelgänger ("El doble": el cantant mira cap a la casa on va viure la seva estimada, i s'horroritza en veure un home fora d'ella, turmentat, i més tard, en veure-la el rostre s'adona que és ell mateix, que lamenta la seva gran tristesa).

| [[:Image:\|"Die Taubenpost" (30s)]] |
| [[Fitxer:\|180px\|noicon]]          |
| Interpretació de Bryn Terfel        |
|                                     |

## "Die Taubenpost": el darrer lied
La cançó, "Taubenpost" (Correu de coloms), amb lletra de Johann Gabriel Seidl (1804 - 1875), té el número de catàleg D 965 A. Sovint s'interpreta com la cançó final del Schwanengesang, però se sap que Schubert no pretenia incloure-la amb les altres cançons. Aquesta tradició d'afegir-la a la col·lecció la va començar l'editor, que va afegir la cançó en la primera edició de Haslinger. Se'l considera l'últim lied de Schubert.

## Discografia
El gran referent són els enregistraments del Schwanengesang realitzades pel baríton alemany Dietrich Fischer-Dieskau: 
- dos amb el pianista Gerald Moore, una entre els anys 1951-1957 i una altra a principis dels ants seixanta amb EMI;
- una amb el pianista Alfred Brendel (Philips).